# Angrogna
Angrogna é uma comuna italiana da região do Piemonte, província de Turim, com cerca de 777 habitantes. Estende-se por uma área de 38 km², tendo uma densidade populacional de 20 hab/km². Faz fronteira com Perrero, Prali, Pramollo, San Germano Chisone, Prarostino, Villar Pellice, Bricherasio, Torre Pellice, Luserna San Giovanni.

## Demografia
| Variação demográfica do município entre 1861 e 2011                               |
|                                                                                   |
| Fonte: Istituto Nazionale di Statistica (ISTAT) - Elaboração gráfica da Wikipedia |